# Società Sportiva Lanerossi Vicenza 1983-1984
Questa voce raccoglie le informazioni riguardanti la Società Sportiva Lanerossi Vicenza nelle competizioni ufficiali della stagione 1983-1984.

## Rosa
| N. |                       | Ruolo | Calciatore             |
| -- | --------------------- | ----- | ---------------------- |
|    | Italia (bandiera)     | D     | Gabriele Morganti      |
|    | Jugoslavia (bandiera) | P     | Zelico Petrovic        |
|    | Italia (bandiera)     | D     | Stefano Guerra         |
|    | Italia (bandiera)     | D     | Giuseppe Erba          |
|    | Italia (bandiera)     | D     | Paolo Mazzeni          |
|    | Italia (bandiera)     | D     | Luigino Pasciullo      |
|    | Italia (bandiera)     | D     | Stefano Zironi         |
|    | Italia (bandiera)     | C     | Eligio Nicolini        |
|    | Italia (bandiera)     | C     | Roberto Filippi        |
|    | Italia (bandiera)     | C     | Piergiorgio Lutterotti |

| N. |                   | Ruolo | Calciatore           |
| -- | ----------------- | ----- | -------------------- |
|    | Italia (bandiera) | C     | Livio Manzin         |
|    | Italia (bandiera) | C     | Mauro Mosconi        |
|    | Italia (bandiera) | C     | Maurizio Schincaglia |
|    | Italia (bandiera) | A     | Oriano Grop          |
|    | Italia (bandiera) | A     | Roberto Baggio       |
|    | Italia (bandiera) | A     | Alberto Bigon        |
|    | Italia (bandiera) | A     | Alberto Briaschi     |
|    | Italia (bandiera) | A     | Paolo Mariani        |
|    | Italia (bandiera) | A     | Antonio Rondon       |

## Risultati

### Serie C1

#### Girone di andata
| Vicenza 18 settembre 1983 1ª giornata | L.R. Vicenza | 3 – 1 | Fano | Stadio Romeo Menti |

| Trento 25 settembre 1983 2ª giornata | Trento | 0 – 1 | L.R. Vicenza | Stadio Briamasco |

| Vicenza 2 ottobre 1983 3ª giornata | L.R. Vicenza | 2 – 1 | Legnano | Stadio Romeo Menti |

| Bologna 9 ottobre 1983 4ª giornata | Bologna | 2 – 2 | L.R. Vicenza | Stadio Renato Dall'Ara |

| Vicenza 16 ottobre 1983 5ª giornata | L.R. Vicenza | 1 – 0 | Carrarese | Stadio Romeo Menti |

| Vicenza 23 ottobre 1983 6ª giornata | L.R. Vicenza | 3 – 2 | Rondinella Marzocco | Stadio Romeo Menti |

| Ferrara 30 ottobre 1983 7ª giornata | SPAL | 1 – 0 | L.R. Vicenza | Stadio Paolo Mazza |

| Vicenza 6 novembre 1983 8ª giornata | L.R. Vicenza | 0 – 0 | Sanremese | Stadio Romeo Menti |

| Treviso 13 novembre 1983 9ª giornata | Treviso | 2 – 2 | L.R. Vicenza | Stadio Omobono Tenni |

| Vicenza 20 novembre 1983 10ª giornata | L.R. Vicenza | 1 – 1 | Prato | Stadio Romeo Menti |

| Reggio Emilia 27 novembre 1983 11ª giornata | Reggiana | 1 – 1 | L.R. Vicenza | Stadio Mirabello |

| Vicenza 4 dicembre 1983 12ª giornata | L.R. Vicenza | 1 – 0 | Rimini | Stadio Romeo Menti |

| Lodi 11 dicembre 1983 13ª giornata | Fanfulla | 0 – 0 | L.R. Vicenza | Stadio Dossenina |

| Vicenza 18 dicembre 1983 14ª giornata | L.R. Vicenza | 1 – 1 | Ancona | Stadio Romeo Menti |

| Parma 8 gennaio 1984 15ª giornata | Parma | 0 – 0 | L.R. Vicenza | Stadio Ennio Tardini |

| Vicenza 15 gennaio 1984 16ª giornata | L.R. Vicenza | 2 – 3 | Modena | Stadio Romeo Menti |

| Brescia 22 gennaio 1984 17ª giornata | Brescia | 0 – 0 | L.R. Vicenza | Stadio Mario Rigamonti |

#### Girone di ritorno
| Fano 29 gennaio 1984 18ª giornata | Fano | 1 – 1 | L.R. Vicenza | Stadio Raffaele Mancini |

| Vicenza 5 febbraio 1984 19ª giornata | L.R. Vicenza | 1 – 0 | Trento | Stadio Romeo Menti |

| Legnano 12 febbraio 1984 20ª giornata | Legnano | 0 – 1 | L.R. Vicenza | Stadio comunale |

| Vicenza 19 febbraio 1984 21ª giornata | L.R. Vicenza | 0 – 2 | Bologna | Stadio Romeo Menti |

| Carrara 26 febbraio 1984 22ª giornata | Carrarese | 1 – 2 | L.R. Vicenza | Stadio dei Marmi |

| Firenze 4 marzo 1984 23ª giornata | Rondinella Marzocco | 1 – 1 | L.R. Vicenza | Stadio comunale Gino Bozzi |

| Vicenza 11 marzo 1984 24ª giornata | L.R. Vicenza | 1 – 0 | SPAL | Stadio Romeo Menti |

| Sanremo 18 marzo 1984 25ª giornata | Sanremese | 2 – 2 | L.R. Vicenza | Stadio comunale |

| Vicenza 1º aprile 1984 26ª giornata | L.R. Vicenza | 4 – 0 | Treviso | Stadio Romeo Menti |

| Prato 8 aprile 1984 27ª giornata | Prato | 1 – 1 | L.R. Vicenza | Stadio Lungobisenzio |

| Vicenza 15 aprile 1984 28ª giornata | L.R. Vicenza | 5 – 1 | Reggiana | Stadio Romeo Menti |

| Rimini 29 aprile 1984 29ª giornata | Rimini | 1 – 4 | L.R. Vicenza | Stadio Romeo Neri |

| Vicenza 6 maggio 1984 30ª giornata | L.R. Vicenza | 2 – 0 | Fanfulla | Stadio Romeo Menti |

| Ancona 13 maggio 1984 31ª giornata | Ancona | 0 – 2 | L.R. Vicenza | Stadio Dorico |

| Vicenza 20 maggio 1984 32ª giornata | L.R. Vicenza | 1 – 4 | Parma | Stadio Romeo Menti |

| Modena 27 maggio 1984 33ª giornata | Modena | 1 – 3 | L.R. Vicenza | Stadio Alberto Braglia |

| Vicenza 3 giugno 1984 34ª giornata | L.R. Vicenza | 3 – 0 | Brescia | Stadio Romeo Menti |

### Coppa Italia

#### Fase a gironi
| Arbitro: | Altobelli (Roma) |

|  |           |                                       |
|  | Marcatori | 38’, 70’, 75’, 89’ Schachner 49’ Caso |

| Arbitro: | Longhi (Roma) |

|                                   |           |                 |
| Rondon 19’ Pasciullo 64’ Grop 74’ | Marcatori | 67’ (rig.) Elòi |

| Arbitro: | Da Pozzo (Monza) |

|  |           |                          |
|  | Marcatori | 15’ Pasciullo 39’ Rondon |

| Arbitro: | Coppetelli (Tivoli) |

|                |           |  |
| Lutterotti 80’ | Marcatori |  |

| Monza 4 settembre 1983, ore 20:30 CEST 5ª giornata | Monza         | 0 – 0 referto | L.R. Vicenza | Stadio Gino Alfonso Sada\| Arbitro: \| Testa (Prato) \| |
| Arbitro:                                           | Testa (Prato) |               |              |                                                         |

#### Fase ad eliminazione diretta
| Arbitro: | Paparesta (Bari) |

|  |           |             |
|  | Marcatori | 59’ Carotti |

| Arbitro: | Angelelli (Terni) |

|                                |           |          |
| Blissett 43’ Baresi 65’ (rig.) | Marcatori | 76’ Grop |

### Coppa Italia Serie C

#### Fase finale
| Vicenza 9 novembre 1983 Sedicesimi di finale - Andata | L.R. Vicenza | 0 – 1 | Legnano | Stadio Romeo Menti |

| Legnano 30 novembre 1983 Sedicesimi di finale - Ritorno | Legnano | 1 – 4 (d.t.s.) | L.R. Vicenza |  |

| Vicenza 25 gennaio 1984 Ottavi di finale - Andata | L.R. Vicenza | 0 – 0 | Fanfulla | Stadio Romeo Menti |

| Lodi 8 febbraio 1984 Ottavi di finale - Ritorno | Fanfulla | 5 – 0 | L.R. Vicenza |  |

## Statistiche

### Statistiche di squadra
| Competizione         | Punti  | In casa | In casa | In casa | In casa | In casa | In casa | In trasferta | In trasferta | In trasferta | In trasferta | In trasferta | In trasferta | Totale | Totale | Totale | Totale | Totale | Totale | DR  |
| Competizione         | Punti  | G       | V       | N       | P       | Gf      | Gs      | G            | V            | N            | P            | Gf           | Gs           | G      | V      | N      | P      | Gf     | Gs     | DR  |
| -------------------- | ------ | ------- | ------- | ------- | ------- | ------- | ------- | ------------ | ------------ | ------------ | ------------ | ------------ | ------------ | ------ | ------ | ------ | ------ | ------ | ------ | --- |
| Serie C1             | 47     | 17      | 11      | 3       | 3       | 31      | 16      | 17           | 6            | 10           | 1            | 23           | 14           | 34     | 17     | 13     | 4      | 54     | 30     | +24 |
| Coppa Italia Serie C | Ottavi | 2       | 0       | 1       | 1       | 0       | 1       | 2            | 1            | 0            | 1            | 4            | 6            | 4      | 1      | 1      | 2      | 4      | 7      | -3  |
| Totale               | 47     | 19      | 11      | 4       | 4       | 31      | 17      | 19           | 7            | 10           | 2            | 27           | 20           | 38     | 18     | 14     | 6      | 54     | 37     | +17 |